# São Filipe (Fogo)
A cidade de São Filipe (em Crioulo cabo-verdiano: San Filipi) é a sede do concelho do mesmo nome e da freguesia de Nossa Senhora da Conceição.

## Geografia

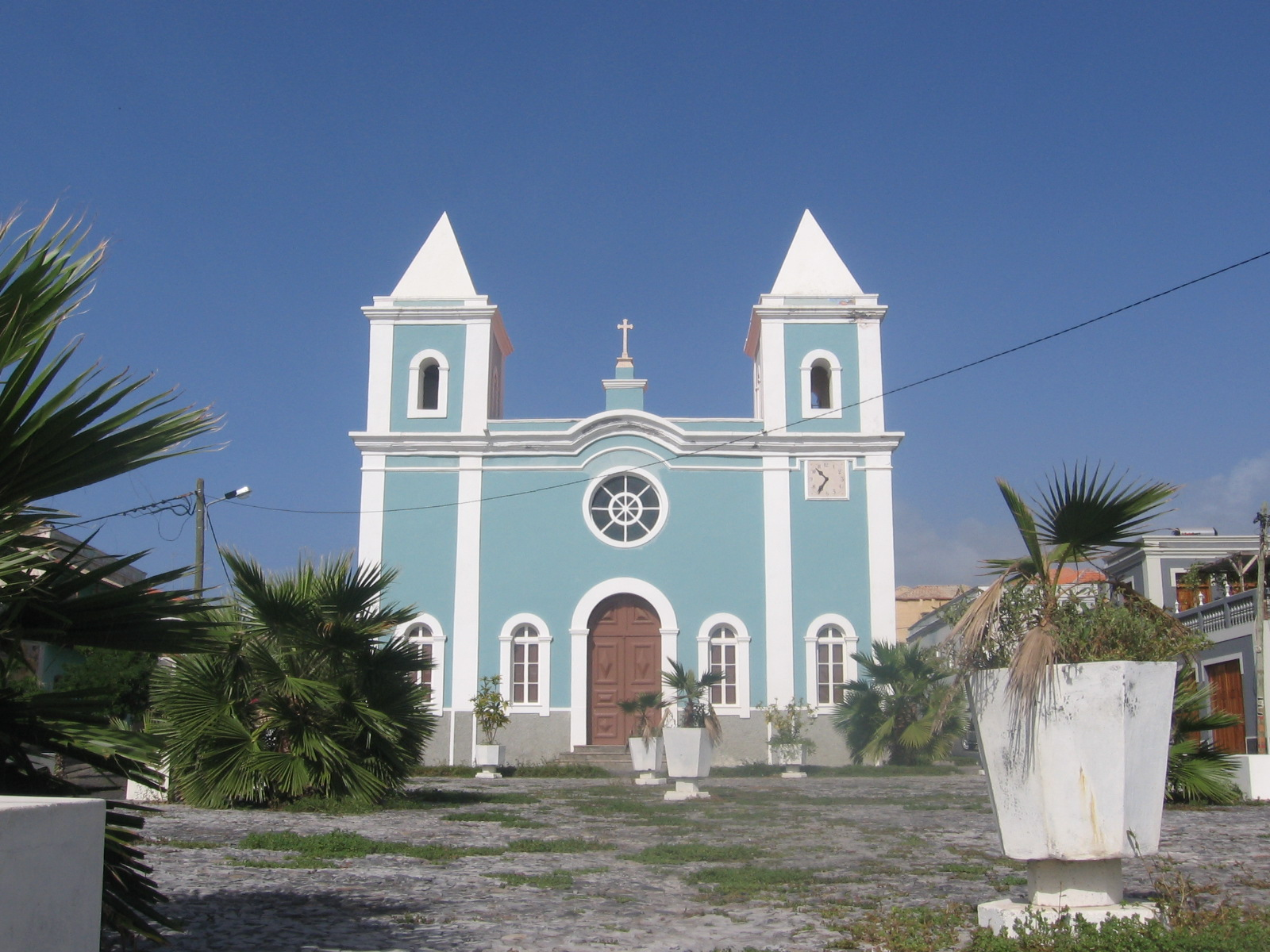
Igreja Nossa Senhora da Conceição

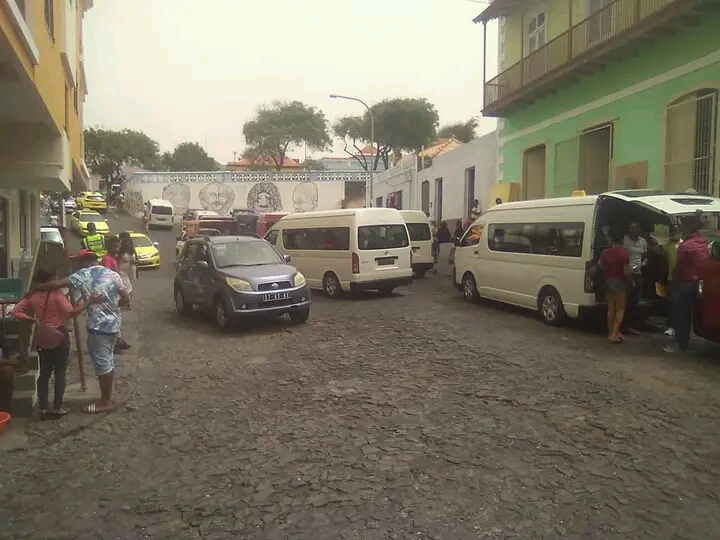
Uma Rua em São Filipe

A cidade encontra-se a sudoeste da ilha, virada para o mar com vista para a vizinha ilha Brava. Ela é conhecida pela sua praia de areia negra (Praia da Bila), as ruas empedradas, os abundantes jardins com árvores e flores e a arquitectura colonial portuguesa, que conferem a São Filipe um charme muito especial. A norte da cidade encontra-se o porto de Vale de Cavaleiros, e a sudeste, o Aeródromo de São Filipe, o principal aeroporto da ilha.

## Demografia
De acordo com dados de 2005, a cidade contava com 9.550 habitantes. A cidade chegou a ser a terceira mais populosa de Cabo Verde, mas devido ao fraco aumento demográfico, presentemente é a quinta.
| População da cidade de São Filipe (Fogo) (1990–2010) | População da cidade de São Filipe (Fogo) (1990–2010) | População da cidade de São Filipe (Fogo) (1990–2010) | População da cidade de São Filipe (Fogo) (1990–2010) |
| ---------------------------------------------------- | ---------------------------------------------------- | ---------------------------------------------------- | ---------------------------------------------------- |
| 1990                                                 | 2000                                                 | 2005                                                 | 2010                                                 |
| 5616                                                 | 7860                                                 | 9550                                                 | 8122                                                 |

## Desporto

### Clubes de futebol
O clubes de futebol da Cidade de Sao Filipe sao: Académica do Fogo, Botafogo, Spartak d'Aguadinha, Vulcânicos, Brasilim, Nova Era Futebol Clube e recentamente Atlântico.  Os clubes jogam no Estádio 5 de Julho.

## Galeria

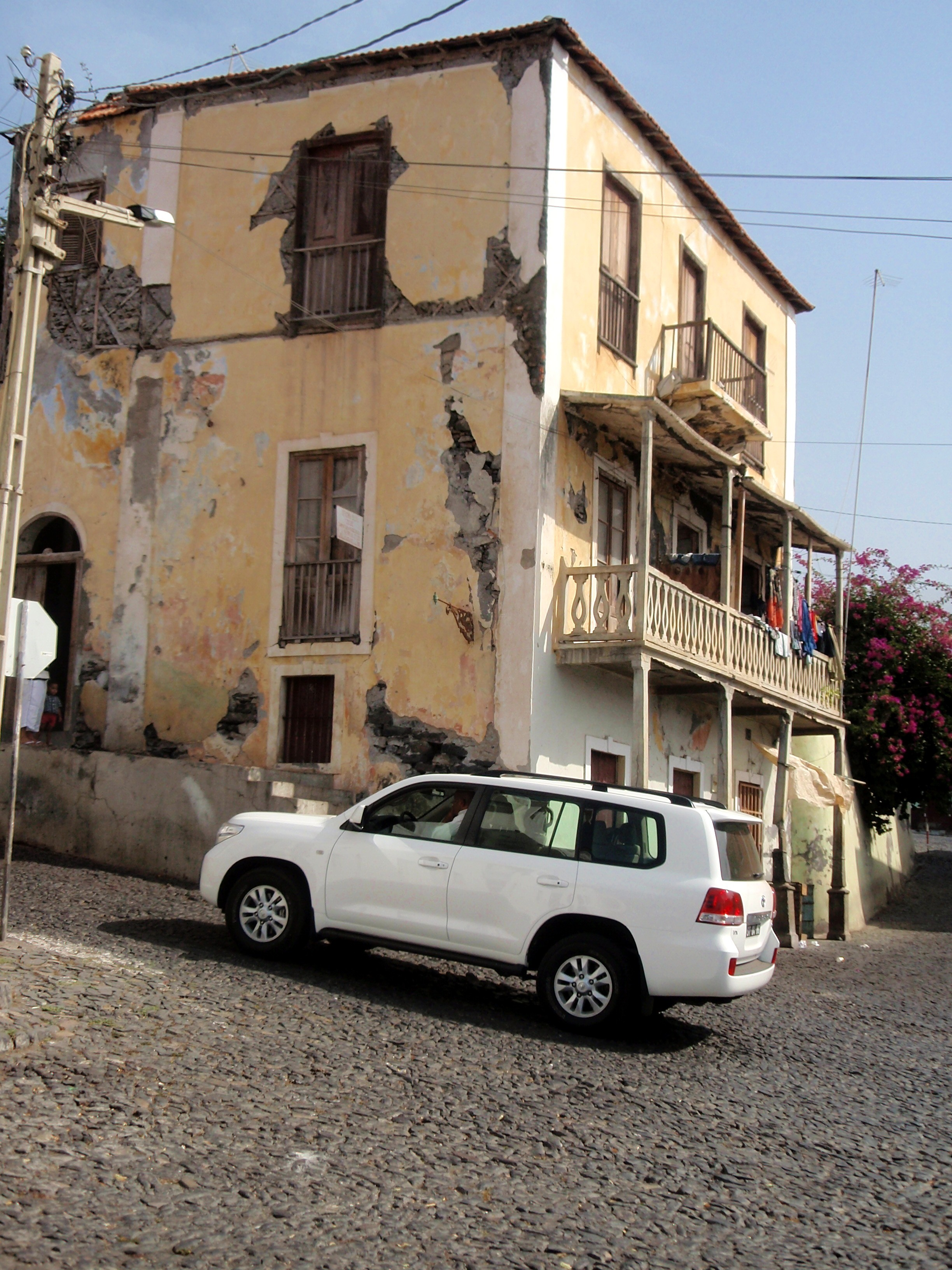
Arquitectura colonial.
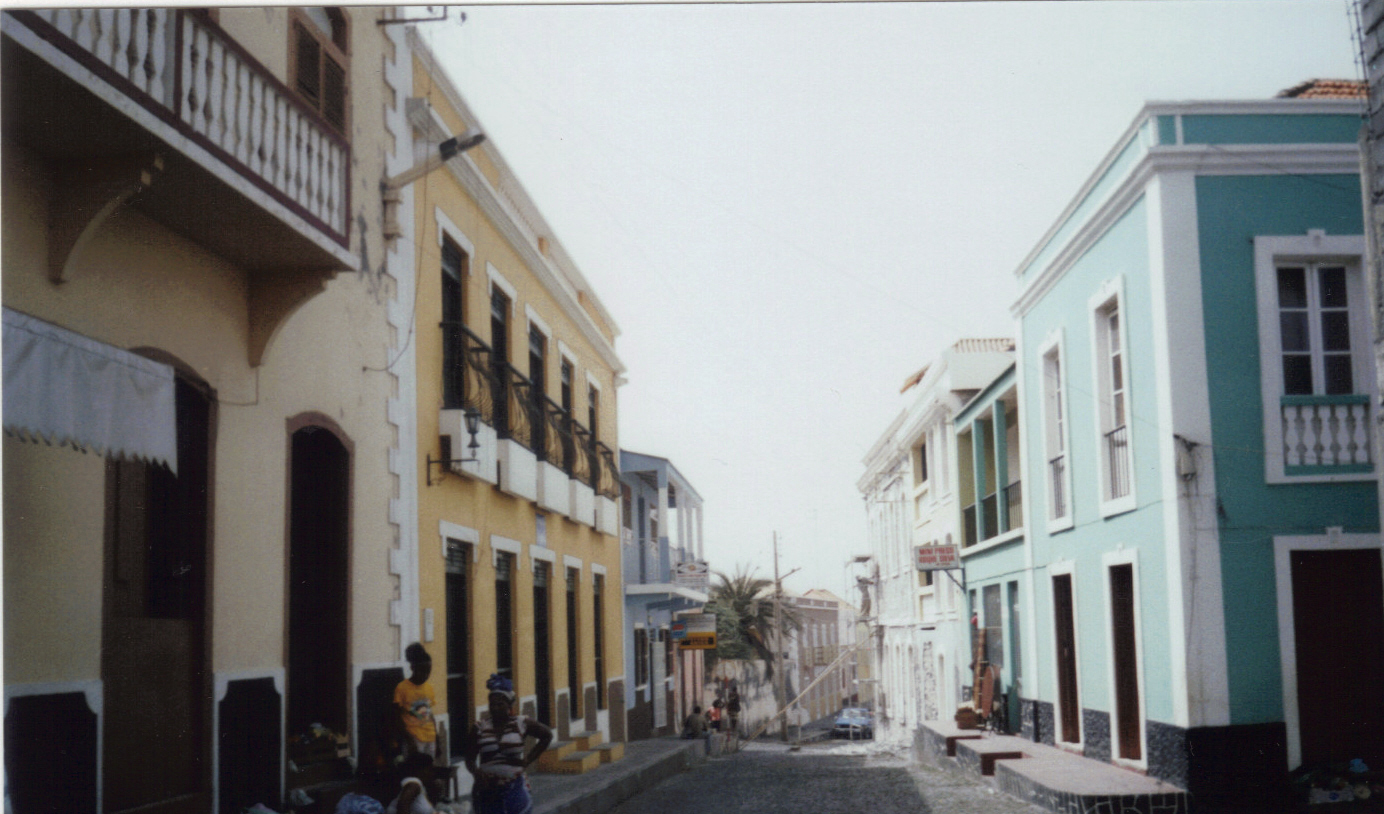
Arquitectura colonial.
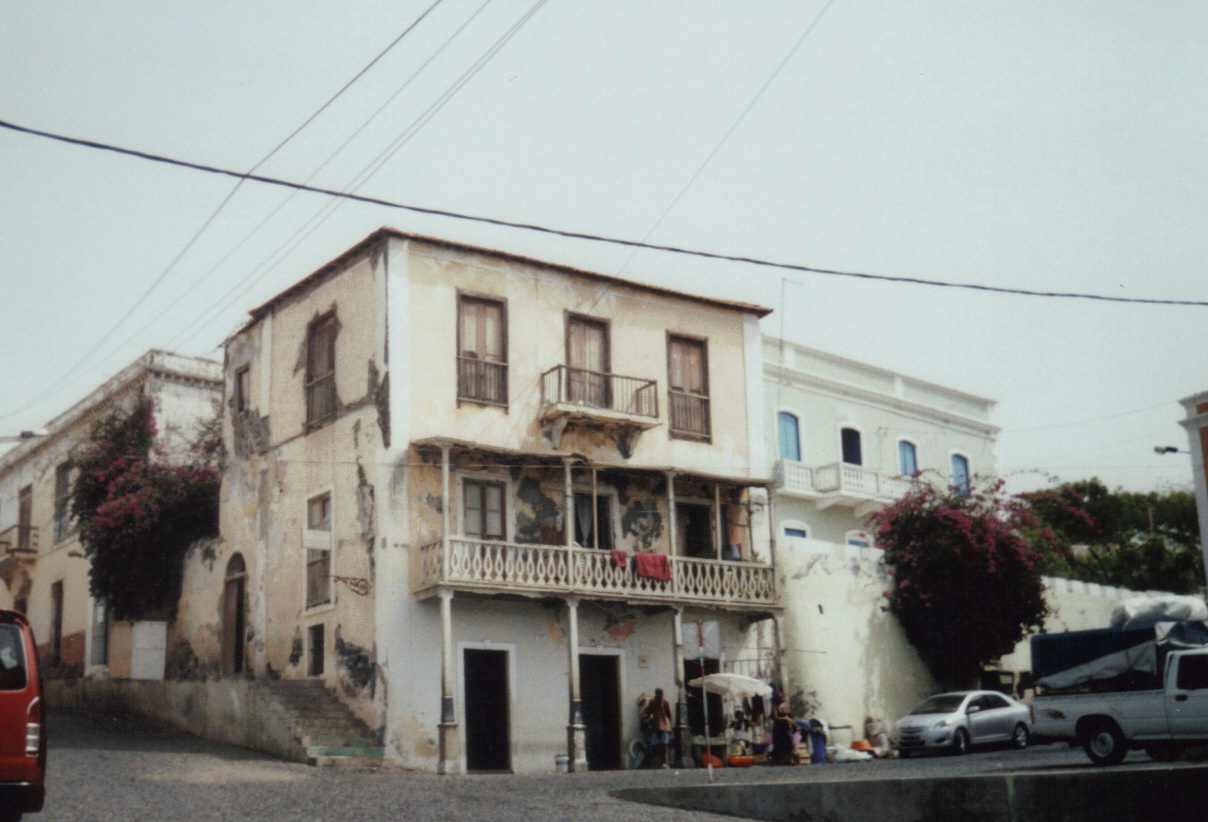
Arquitectura colonial.
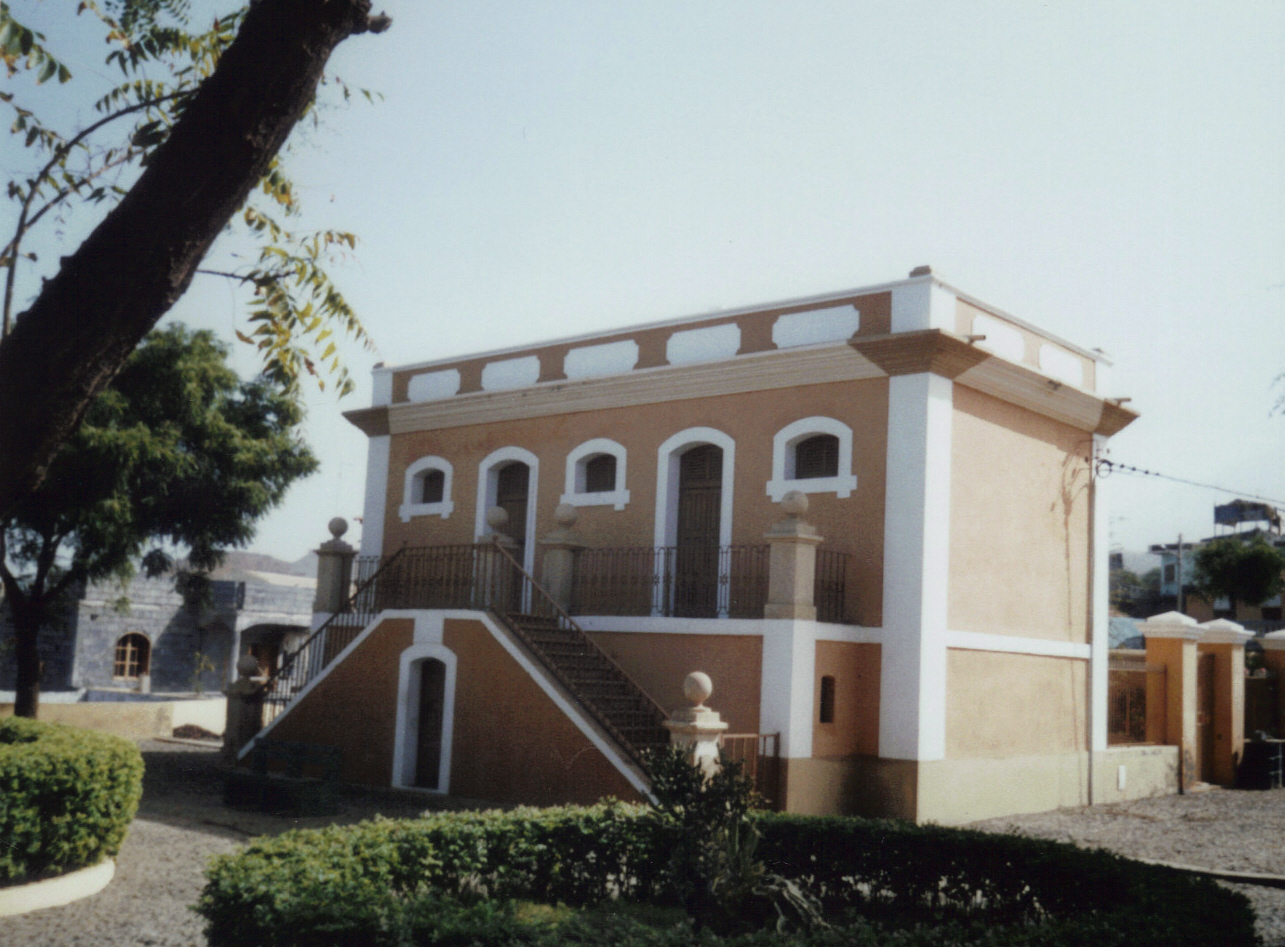
Sobrado.
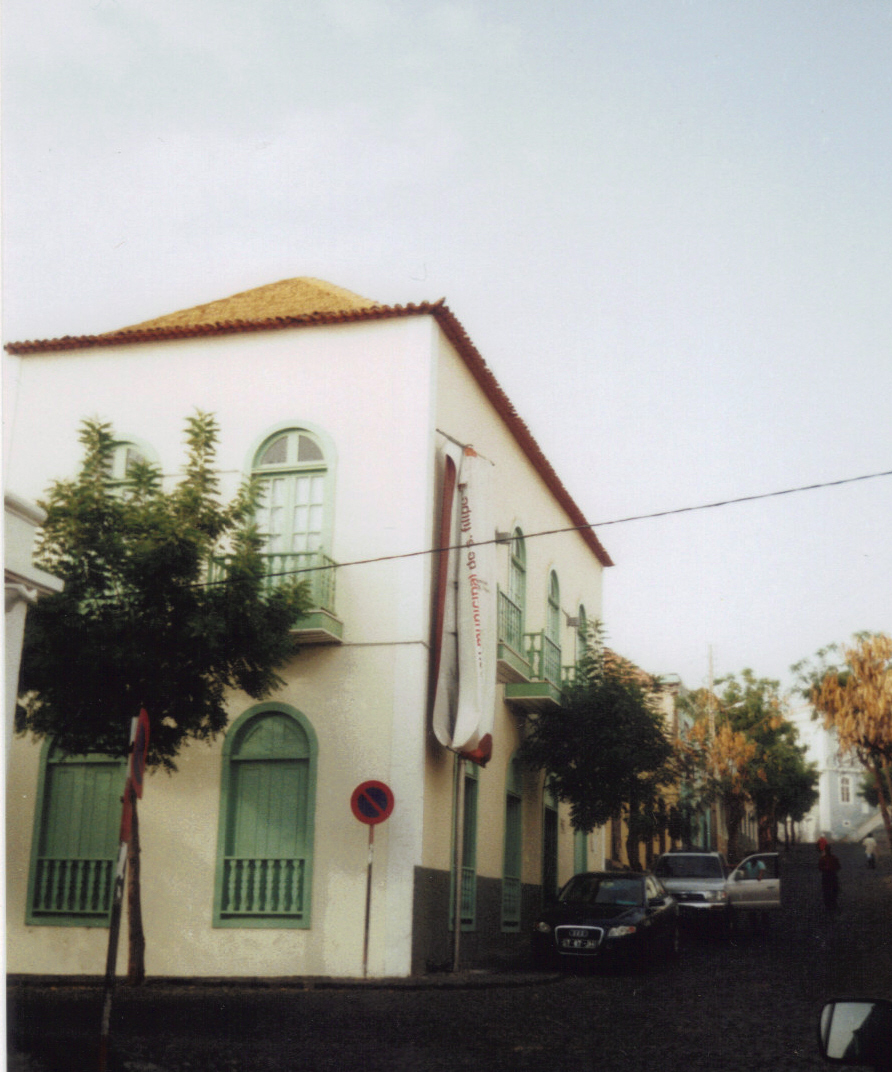
Museu.
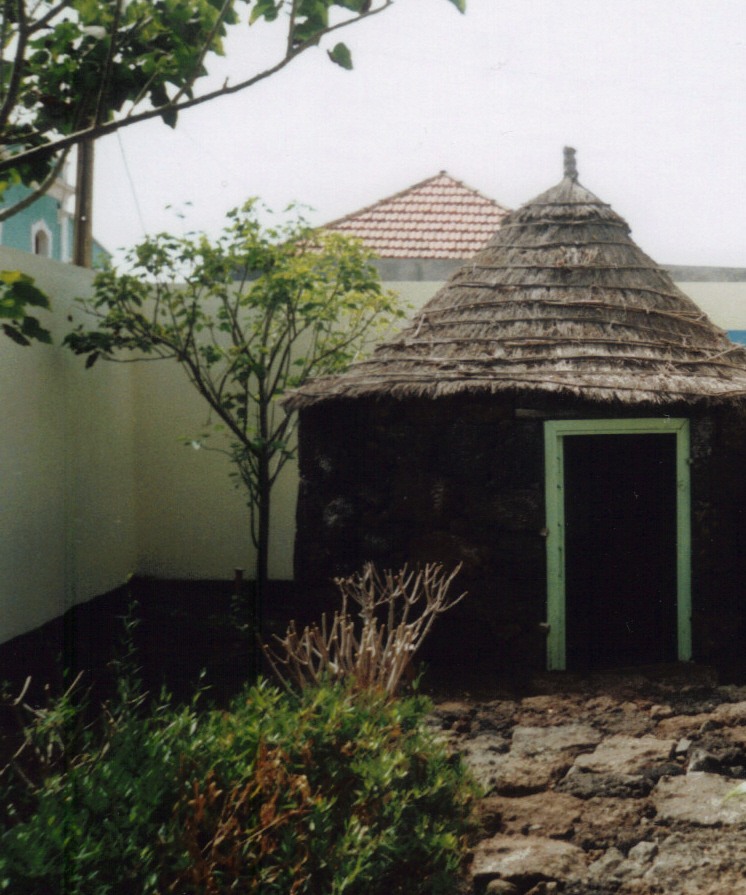
Casa tradicional reconstruida no museu.
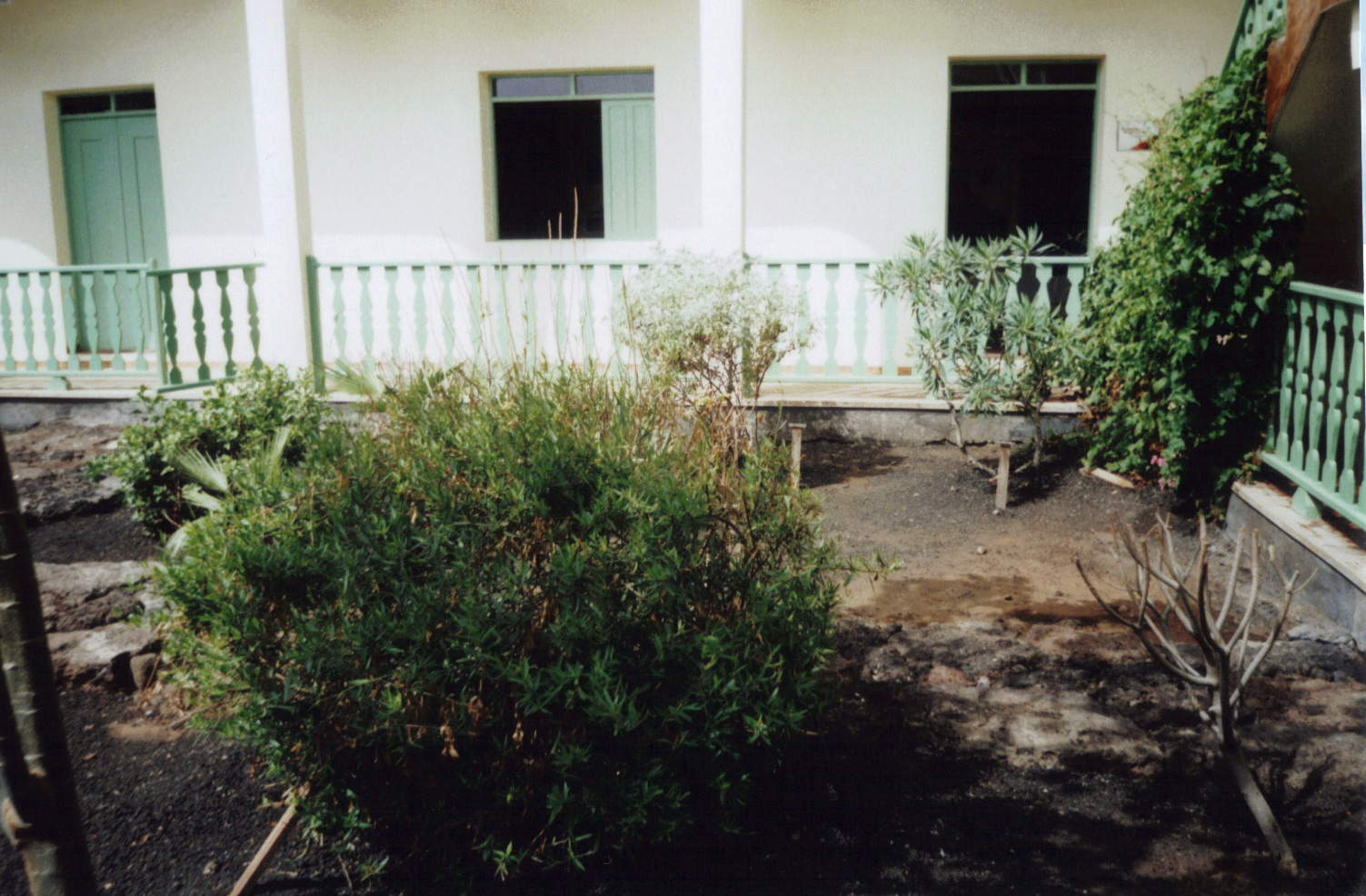
Plantas endemicas no museu.
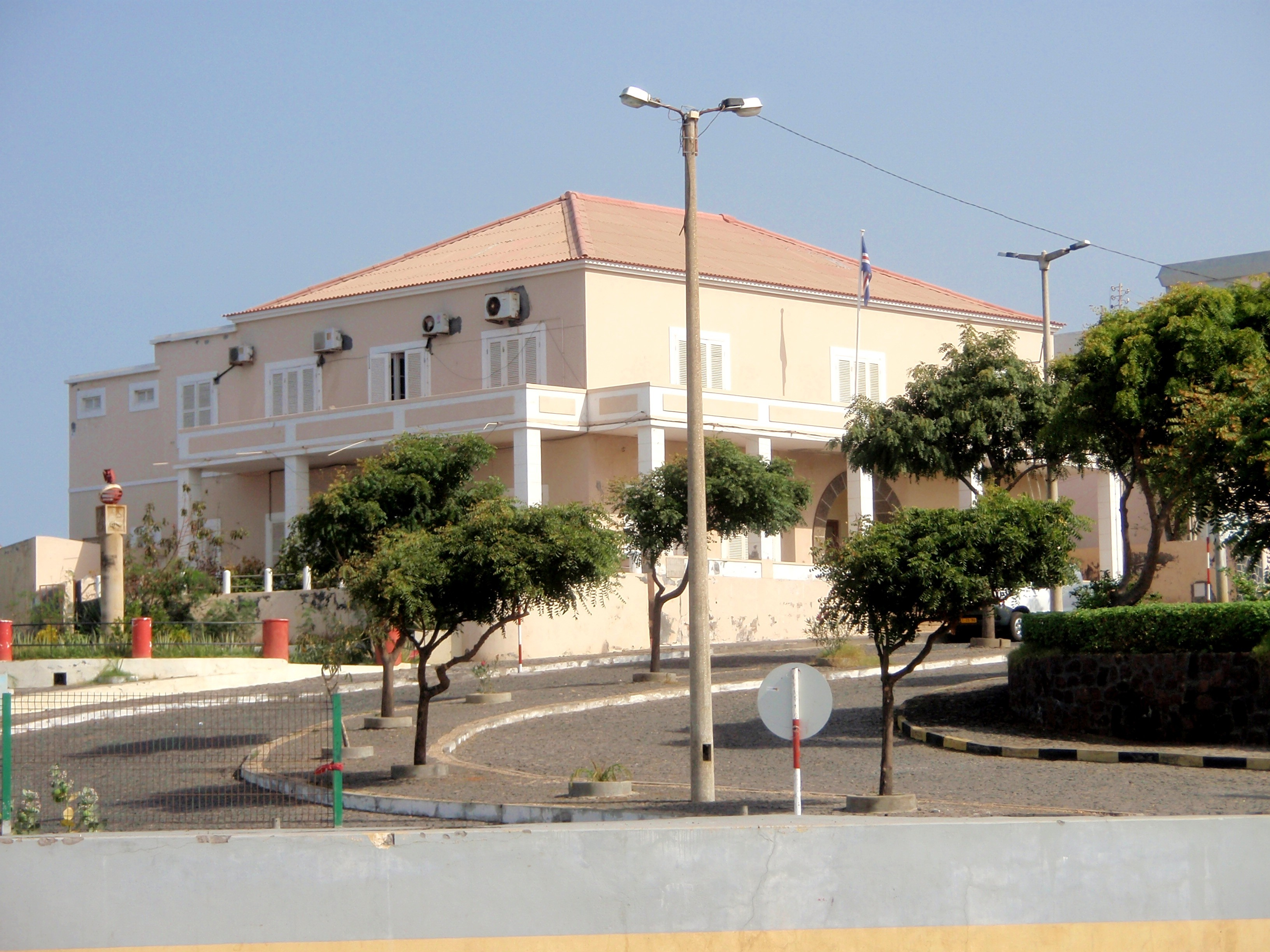
Praça Serpa Pinto.
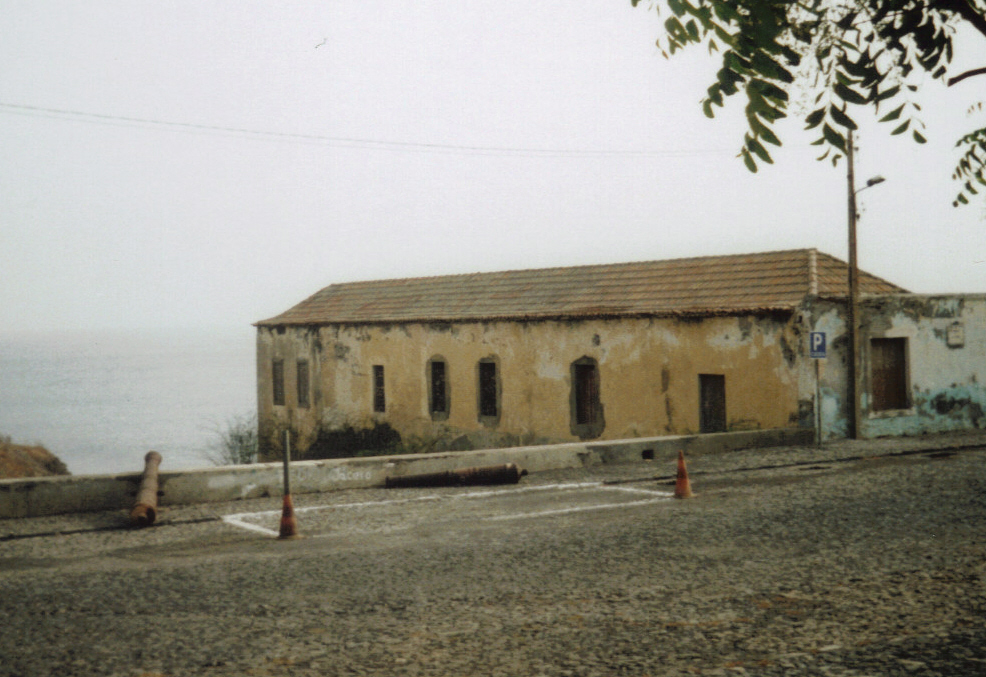
Fortaleza Fortim Carlota.
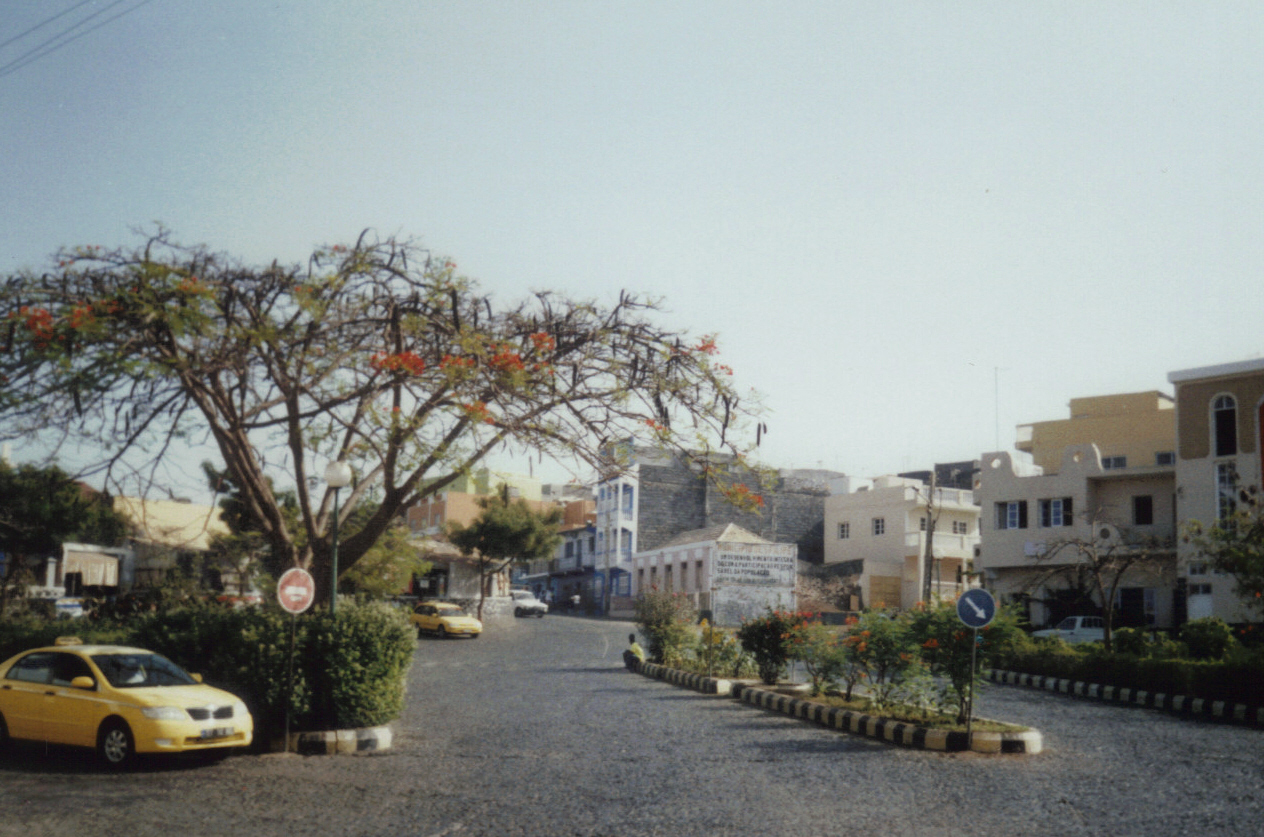
Praça Francisco d'Assis.
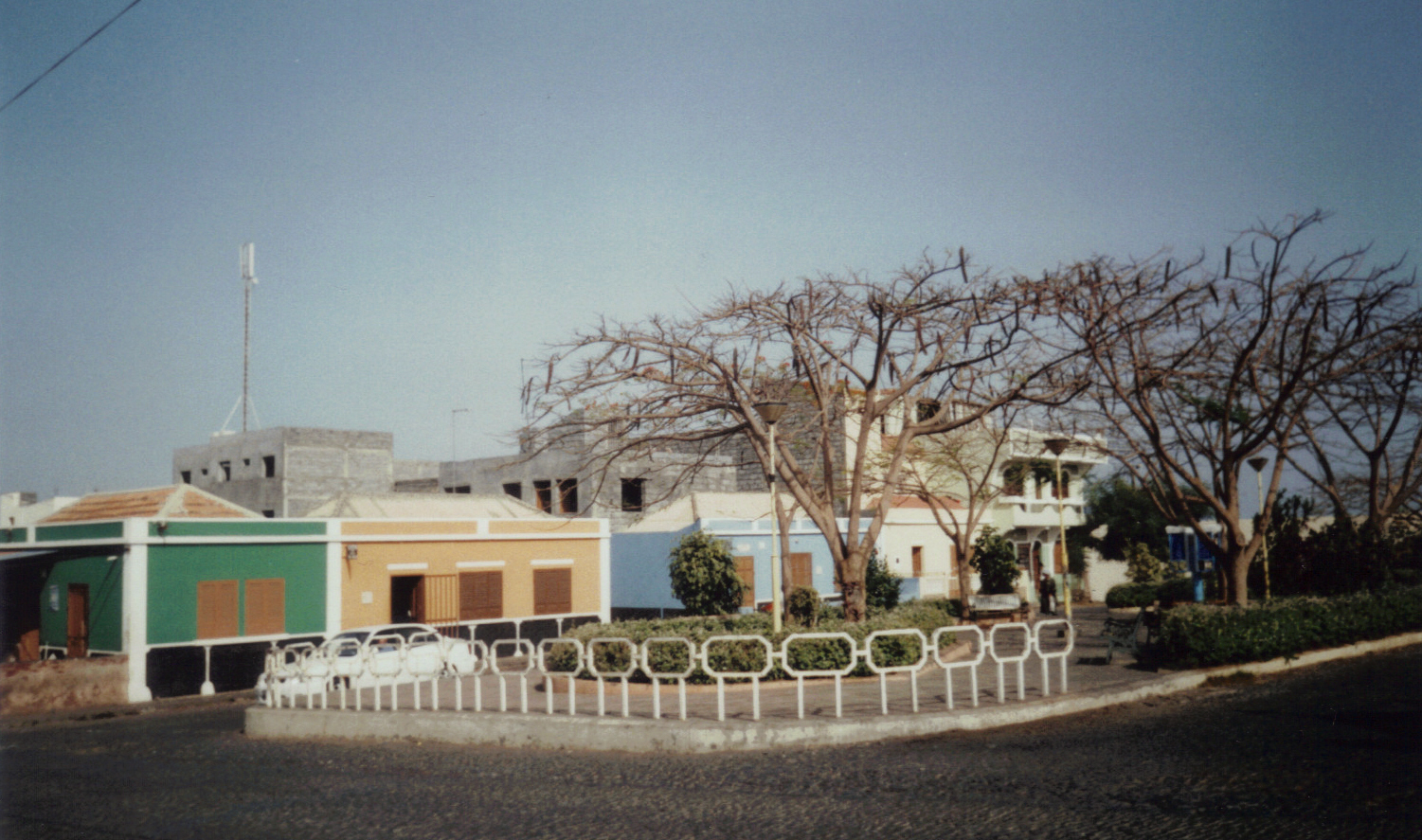
Praça Alberto da Silva.
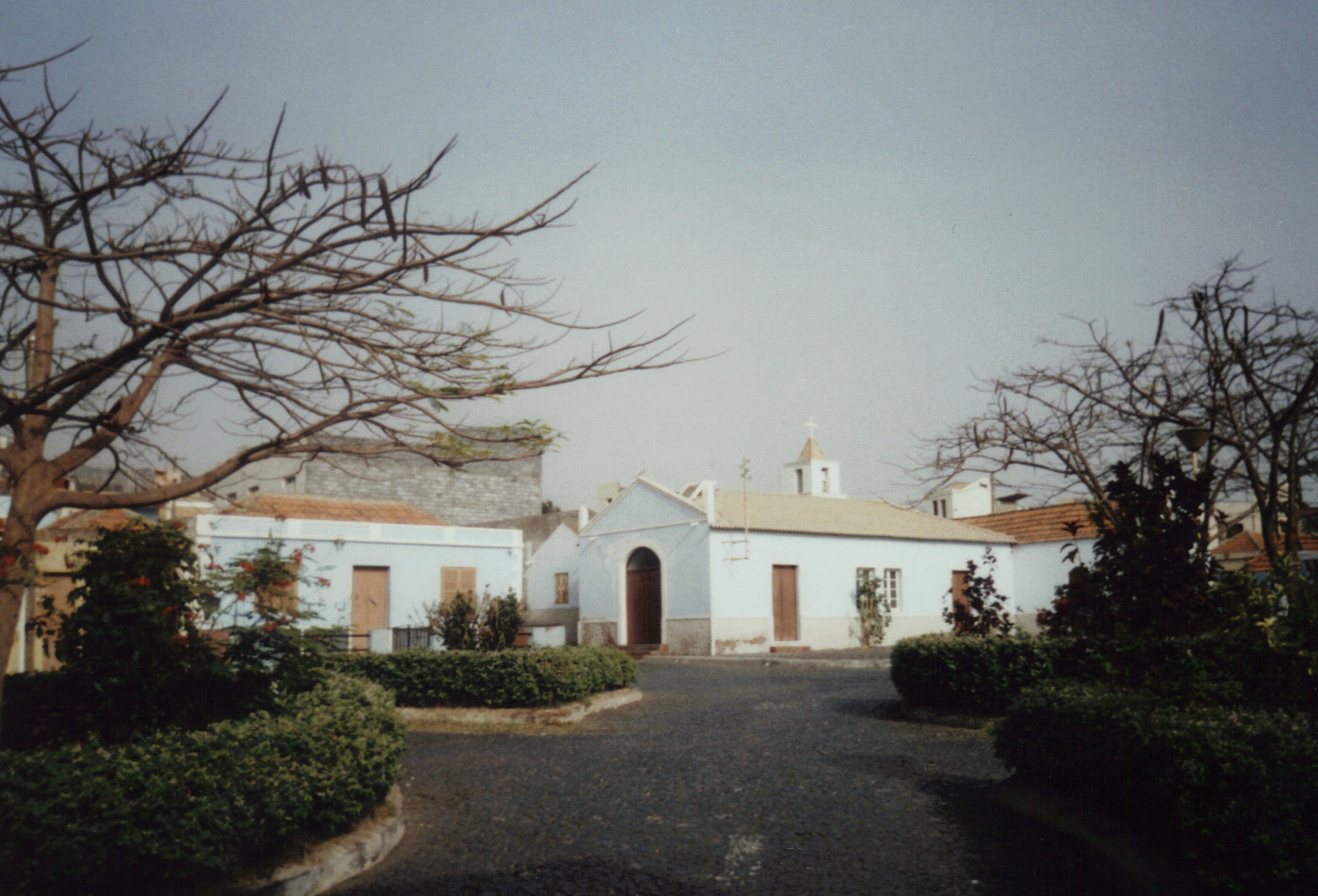
Capela na Praça Alberto da Silva.
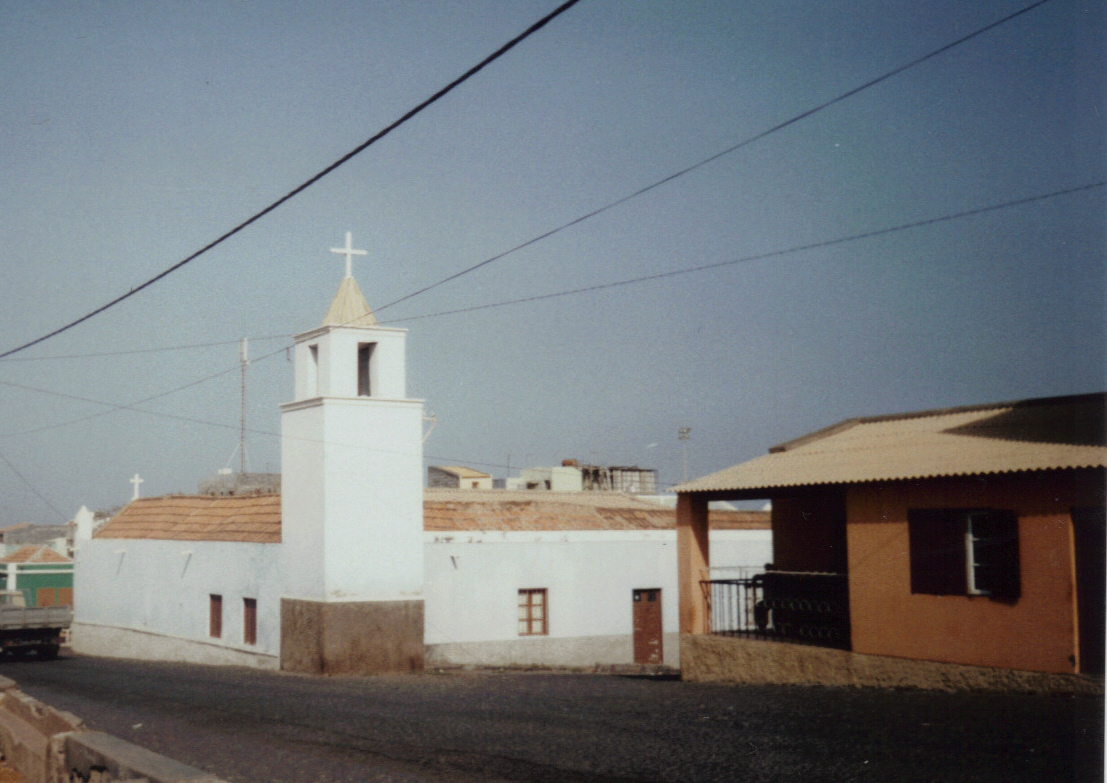
Capela na Praça Alberto da Silva.
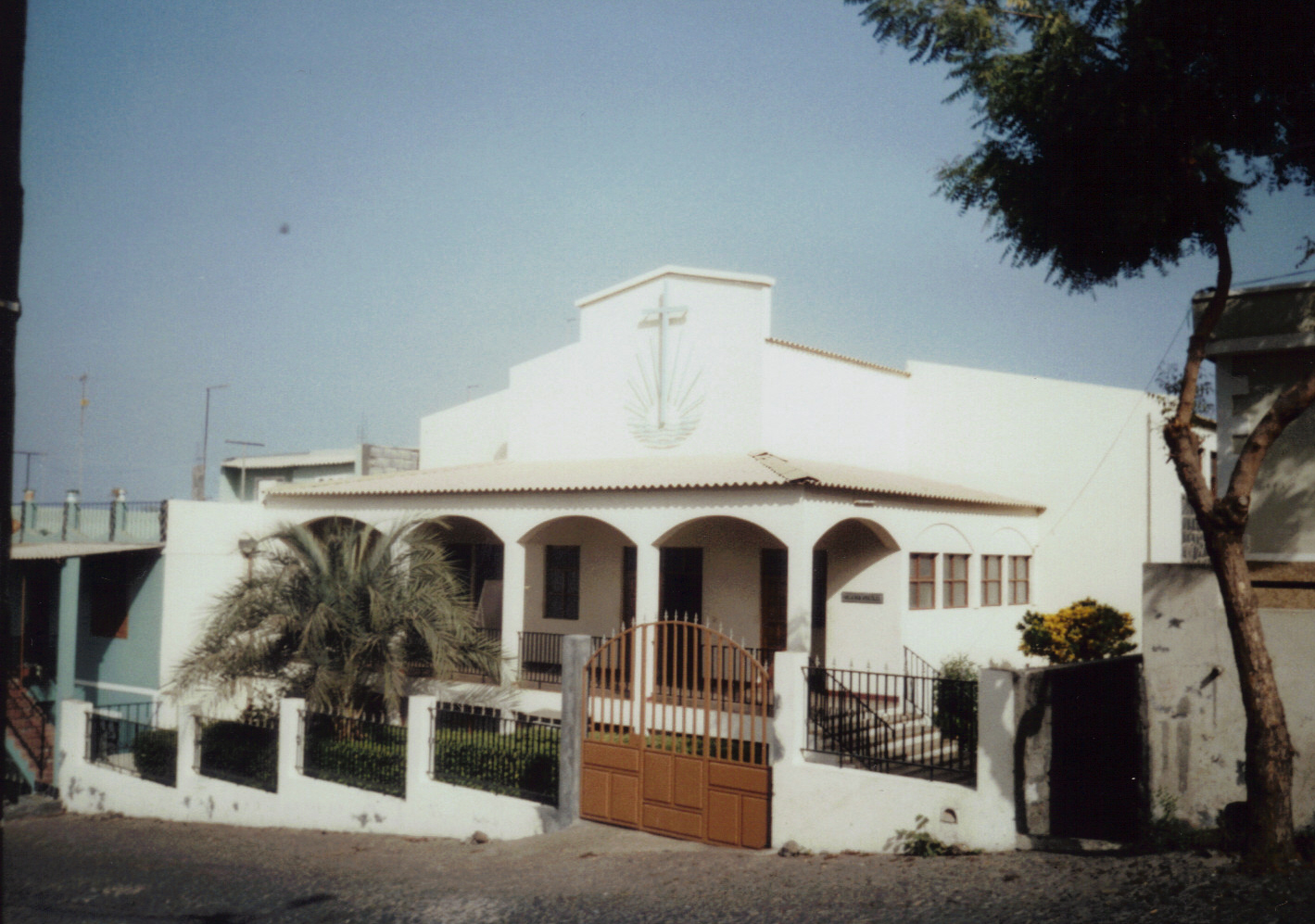
Igreja Nova Apostólica.
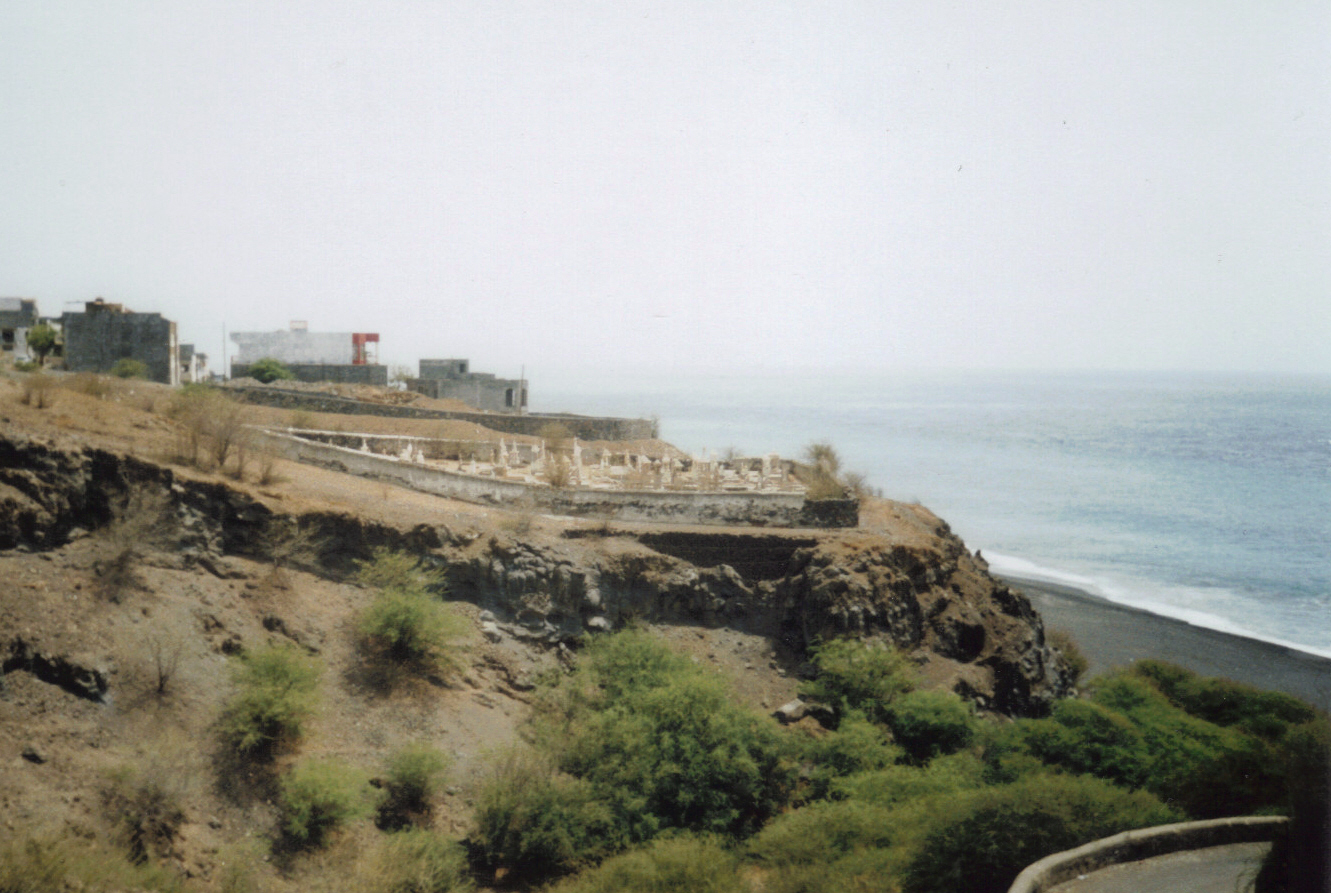
Praia da areia negra e cemitério velho.